# Берберски войни
Берберските войни са два военни конфликта в началото на XIX век между САЩ и държавните формирования от Северна Африка по т.нар. Варварско крайбрежие – крайбрежните области на днешните Мароко, Алжир, Тунис и Либия.

## Причина
Това са първите крупни войни, в които участват САЩ извън американския материк. Причината за войните са многобройните атаки на средиземноморските берберски пирати срещу търговски кораби на САЩ с цел получаването на откуп за освобождаването им от плен.

## Предистория
След разпадането на Умаядския халифат през 750 г., Берберският бряг става последователно владение на няколко местни берберски династии, зависими от алмохадите и алморавидите в Андалусия и от фатимидите и аюбидите в Египет. След възцаряването на мамелюците в Египет, техните владетели подчиняват пряко Триполитания, а Тунис остава васална територия. Крайбрежието на Алжир остава свободна територия, като всеки отделен град се управлява от собствен местен владетел. Основното препитание на местните моряци става пиратството.
След завладяването на Мамелюкската държава от Селим I през 1517 г., централното и западно африканско крайбрежие на Средиземно море остава без сюзерен. Тази свобода прави пиратите по-дръзки и скоро техните рейдове обхващат цялото западно и централно Средиземноморие. Император на Свещената Римска империя Карл V се съюзява с Венеция, Генуа и Папството и започва контраофанзива срещу пиратите.
Междувременно начело на Османската империя застава младият и амбициозен Сюлейман I. Година по-късно, с помощта на османците, Каир ад Дин, наричан от европейците Барбароса става господар на Алжир. Барбароса бързо разбира, че се нуждае от съюзник за да се справи с католическата контраофанзива и приемa протегнатата ръка на османския султан. Сюлейман от своя страна добре знаел, че ако към своята флота прибави и тази на берберските пирати, морската мощ на Османската империя ще съперничи с тази на целия католически лагер. Барбароса бива обявен за паша на Алжир, а по-късно и за капудан паша на османската флота. Този съюз съвсем не обезкуражава Карл V, който повежда своите предимно испански войски на юг и дори успява за известно време да завладее Тунис и част от алжирското крайбрежие. Сблъсъците между мюсюлмани и католици продължават непрекъснато до Войната на Свещената лига (1683 – 1699), която отслабва османската мощ и империята преминава в отбрана.
Въпреки сломената мощ на османците, берберските пирати продължават своите рейдове и през XVIII век. Техен противник вече не била отслабената Испания, а Ордена на хоспиталиерите от Малта, които през предишните два века действали в сянката на своите Хабсбургски сюзерени. Пирати и рицари воюват с прекъсвания през целия XVIII век и едва с превземането на Малта от Наполеон (1798 г.) конфликта бива прекратен.
Блокирането на Средиземноморието за британската флота и заетостта на французите, дават възможност на пиратите отново да засилят позициите си и в рамките само на няколко години, те се превръщат в същата заплаха, която представлявали и по времето на Барбароса. Техни жертви стават най-вече търговски кораби, без значение под какъв флаг плавали.

## Военни действия
Войните започват след като военноморските сили на САЩ атакуват пиратските градове-бази и фортпостовете, заставяйки местните управници, които са номинално под османски васалитет, да подпишат споразумение за свободното преминаване на американски кораби през техните териториални води. Тези войни често са наричани „забравената война на Америка“, поради обстоятелството, че паметта на американците е къса и спомена за тях е изчезнал в рамките на едно поколение.

## Последствия и значение
Наказателната експедиция срещу варварското крайбрежие била санкционирана от държавната администрация на Томас Джеферсън и Джеймс Мадисън. След като войната приключва благоприятно, привържениците на твърдата американска външна политика нарастват издигайки лозунга за безкомпромисна защита на американските интереси и граждани по всяка точка на земното кълбо. По този начин, и в резултат от политиката на Свещения съюз в Латинска Америка, е приета от американската държава и администрация доктрината Монро.
Берберските войни са увековечени в химна на военноморските сили на САЩ и са:
1. Първа берберска война (1801 – 1805) – първата война на САЩ на чужда територия. След години, в които американски кораби попадат в ръцете на средиземноморските пирати и след като откупите достигат 20% от националния доход на САЩ в 1790 г., новата администрация на президента Томас Джеферсън решава да разреши проблема си с берберските пирати със сила. След няколко години на успешна война по море и суша, Триполитанския паша е принуден да се съгласи на мир, който обаче като цяло не решава проблема с пиратството по варварския бряг.
2. Втора берберска война (1815) – в края на Наполеновите войни в Европа и на Британско-американската война в Северна Америка, вниманието на САЩ се насочва отново към варварския бряг. В резултат от стремителните действия на изпратената в района американска ескадрила от бойни кораби под командването на Стивън Декейтер, алжирският бряг е подложен на разрушителна деветчасова бомбардировка, която води до значително отслабване на боеспособността и силата на средиземноморските пирати, и като цяло отказва пиратите от по-нататъшни нападения срещу американски кораби, което в голяма степен и решава проблема със сигурността на корабоплаването и търговията в Средиземно море, което е постигнато най-вече с редица решения и мерки на великите сили, по онова време единствено европейски.